# Lenghu
Lenghu är en administrativ kommission i den autonoma prefekturen Haixi i Qinghai-provinsen i västra Kina.